# 巴列鲁埃拉德塞普尔韦达
巴列鲁埃拉德塞普尔韦达，是西班牙卡斯蒂利亚-莱昂塞戈维亚省的一个市镇。 总面积16平方公里，总人口71人（2001年），人口密度4人/平方公里。